# The Lady (1925)
The Lady (Brasil: A Grande Dama ) é um filme estadunidense de 1925, mudo, do gênero drama (gênero), dirigido por Frank Borzage.